# إدوين سانتيبانييز
إدوين سانتيبانييز (بالإسبانية: Edwin Santibáñez)‏ هو لاعب كرة قدم مكسيكي في مركز الوسط، ولد في 1 فبراير 1980 في توريون في المكسيك. لعب مع كلوب ليون ونادي أمريكا ونادي باتشوكا ونادي سان لويس ونادي كيريتارو.

## وصلات خارجية
- إدوين سانتيبانييز على موقع الاتحاد الدولي (مؤرشف)  (الإنجليزية)
- إدوين سانتيبانييز على موقع إي إس بي إن إف سي (الإنجليزية)
- إدوين سانتيبانييز على موقع قاعدة بيانات كرة القدم.إي يو (الإنجليزية)